# Ielena Chpak
Ielena Guennadievna Chpak (en russe : Елена Геннадьевна Шпак) est une ancienne joueuse de volley-ball russe née le 5 février 1990. Elle mesure 1,82 m et jouait au poste de libero.

## Clubs
| Club          | De        | À         |
| ------------- | --------- | --------- |
| Avtodor-Metar | 2007-2008 | 2011-2012 |
| JVK Sakhaline | 2012-2013 | 2012-2013 |